# 이중 준성
이중 퀘이사(영어: Twin Quasar 또는 Double Quasar)은 큰곰자리에 있는 퀘이사이다. QSO 0957+561 A (SBS 0957+561 A) 와 QSO 0957+561 B (SBS 0957+561 B)는 두 개의 쌍으로 보이나, 실제로는 하나의 퀘이사이다. 적색 편이 z = 1.41(약 78억 광년) 중력 렌즈로 인한 하나의 또 다른 은하의 적색 편이 z = 0.355 (약 37억 광년)이다. 이것은 1979년에 발견되었다.

## 같이 보기
- 우주 끈
- 중력렌즈
- 확인되지 않은 외계 행성 목록